# 安全別針

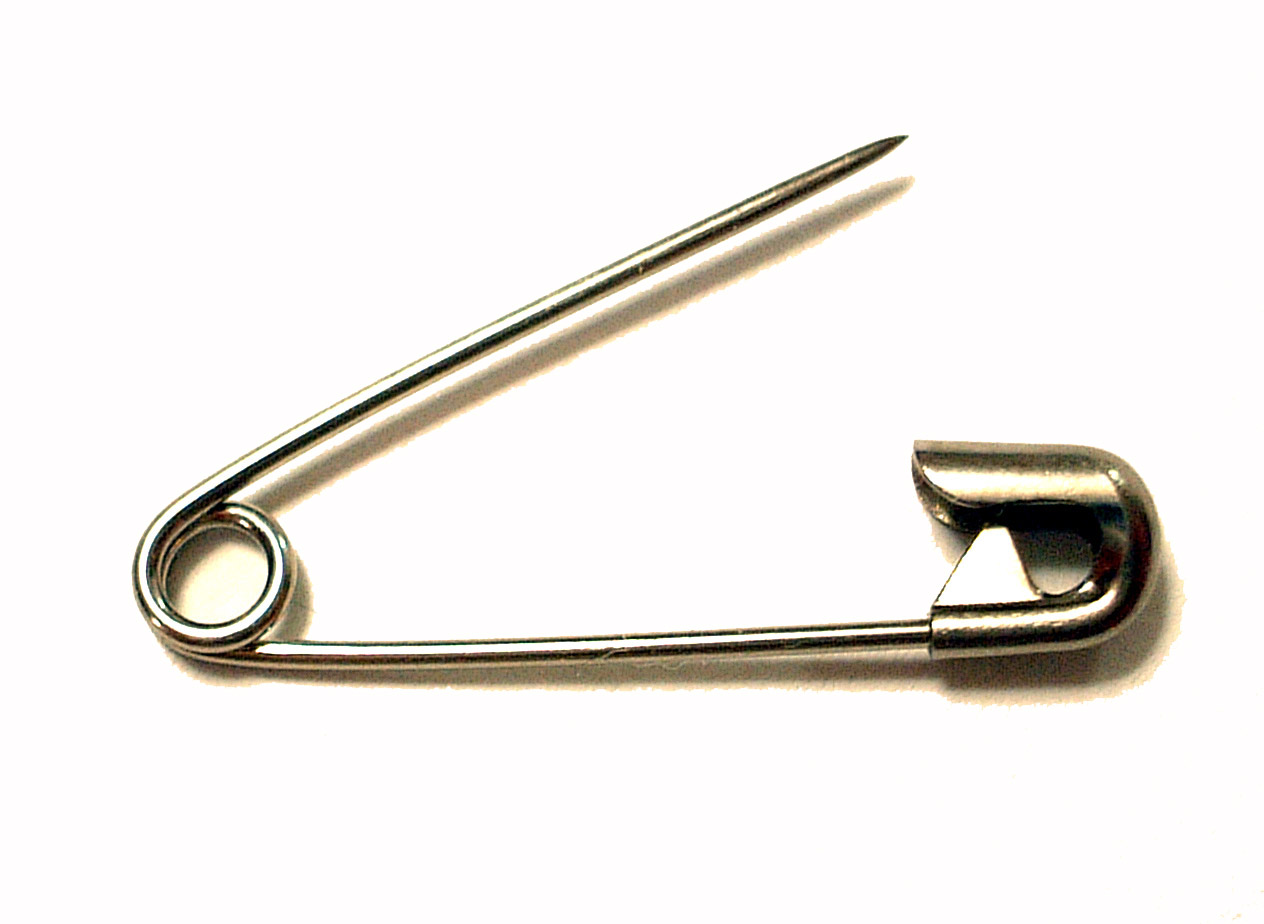
一個安全別針

扣針，又名安全別針或簡稱別針，是最常用來固定兩個纖維材質（如衣服與商标）的小器具。

## 起源
安全別針的起源可追溯至公元前14世紀的麥錫尼文化（麥錫尼第三時代晚期）。那時被稱為（眾數，單數为），其用法和今日的安全別針相同且外觀也相似。但之後安全別針就失傳了。 
一直到1849年時，近代的安全別針才由美国发明家瓦特·杭特（Walter Hunt）重新再發明，當時它的專利權售價是四百美金。

## 組成
它由堅硬折彎的金屬或塑膠製成，它被稱為安全是因為針的外部被包覆起來。它常被用來連結兩件沒有鈕扣或拉鏈的布料。安全別針利用它細針的部份穿過物品後將它們串連在一起。它通常相當耐用且便宜。

## 安全別針的文化
根據1970年代英國狄克·布立奇（Dick Hebdige）的記述，當時的龐克族常利用安全別針來製造他們服飾上的新造型。